# 香港醫療改革
香港醫療改革是2000年代初由香港特別行政區政府提出針對香港醫療的改革計劃。由於政府認為香港人口老化問題日益嚴重，加上市民過度倚賴公共醫療系統，導致現行醫療制度的負擔過重。
香港醫療改革目的是檢討公共醫療系統的服務模式，並制訂融資方案，從而更有效地運用公帑。改革的主要重點是加強公營及私營醫療機構合作，以解決公共醫療需求與資源嚴重不足的矛盾。

## 進程
2008年3月，港府在《2008年至2009年度香港政府財政預算案》之後，公布《醫療改革咨詢文件》，俗稱強醫金，提出多個醫療融資方案，收集市民反應。 
2021年5月，香港政府修訂《醫生註冊修訂條例草案》，容許在海外讀醫的香港永久居民免試來港執業，以解決香港醫生人手不足問題。

## 香港醫療歷史事件
以下事件都引發香港醫療改革：
- 歐化藥業藥物受污染事件
- 沙士事件
- 雙非衝關產子事件
- DR醫療集團毒血針事故

## 影視作品
部分影視作品雖不是根據2000年代港府提出的醫療改革議題改編，但以香港將推行醫改為框架，再虛構劇情，如2019年TVB劇集《白色強人》及2022年《白色強人II》。

## 参阅
- 香港公營醫療
- 公共政策

## 外部連結
- 政府誠邀市民就醫療改革諮詢文件發表意見 （页面存档备份，存于）
- 醫療改革諮詢 （页面存档备份，存于）
- 太陽報醫療融資專輯
- 醫療融資計劃方案就業人士全民醫療保險計劃 ISBN 9789624810479

1. ↑  . 立場新聞. 2021-05-03  [2021-05-03]. （原始内容存档于2021-05-05）. （页面存档备份，存于）